# Tontelea congestiflora
Tontelea congestiflora är en benvedsväxtart som först beskrevs av Albert Charles Smith, och fick sitt nu gällande namn av Albert Charles Smith. Tontelea congestiflora ingår i släktet Tontelea och familjen Celastraceae. Inga underarter finns listade.